# Епархия Дару-Киунги
 Епархия Дару-Киунги (лат. Dioecesis Bereinitana) — епархия Римско-католической церкви c центром в городе Киунга, Папуа – Новая Гвинея. Епархия Дару-Киунги входит в митрополию Порт-Морсби. Кафедральным собором епархии Дару-Киунги является собор святого Герарда в городе Киунга. В городе Дару находится сокафедральный собор святого Людовика.

## История
16 июля 1959 года Римский папа Иоанн XXIII выпустил буллу Qui per electionem, которой учредил апостольскую префектуру Дару, выделив её из апостольского викариата Папуасии (сегодня — Архиепархия Порт-Морсби).
15 ноября 1966 года Римский папа Павел VI выпустил буллу Laeta incrementa, которой преобразовал апостольскую префектуру Дару в епархию.
4 сентября 1987 года кафедра епархии была переведена в город Киунга и епархия стала называться как епархия Дару-Киунги.

## Ординарии епархии
- епископ Gérard-Joseph Deschamps (17.10.1961 — 2.01.1999) — назначен епископом Береины;
- епископ Gilles Côté (2.01.1999 — 23.05.2021, в отставке);
- епископ Joseph Tarife Durero, S.V.D. (23.05.2021 — по настоящее время).

## Источник
- Annuario Pontificio, Ватикан, 2007
- Булла Qui per electionem, AAS 52 (1960), стр. 74  (лат.)
- Булла Laeta incrementa  (лат.)